# Марі-Ляжмар
Марі́-Ляжма́р (рос. Мари-Ляжмарь, марій. Марий Лажмарий) — присілок у складі Параньгинського району Марій Ел, Росія. Входить до складу Русько-Ляжмаринського сільського поселення.

## Населення
Населення — 85 осіб (2010; 102 у 2002).
Національний склад (станом на 2002 рік):
- марі — 100 %